# WTA Tour Championships 1991 - Doppio
Il doppio del torneo di tennis WTA Tour Championships 1991, facente parte del WTA Tour 1991, ha avuto come vincitrici Martina Navrátilová e Pam Shriver che hanno battuto in finale Gigi Fernández e Jana Novotná con il punteggio di 4–6, 7–5, 6–4.

## Teste di serie
1. Gigi Fernández /  Jana Novotná (finale)
2. Larisa Neiland /  Nataša Zvereva (primo turno)

1. Arantxa Sánchez Vicario /  Helena Suková (semifinali)
2. Mary Joe Fernández /  Zina Garrison (semifinali)

## Tabellone

### Legenda
| - Q = Qualificato - WC = Wild card - LL = Lucky loser | - ALT = Alternate - SE = Special Exempt - PR = Protected Ranking | - w/o = Walkover - r = Ritirato - d = Squalificato |

|  | Primo turno | Primo turno                             | Primo turno                      | Primo turno | Primo turno |  |  | Semifinali | Semifinali                            | Semifinali                            | Semifinali                      | Semifinali |   |   | Finale | Finale                      | Finale | Finale | Finale |  |
|  |             |                                         |                                  |             |             |  |  |            |                                       |                                       |                                 |            |   |   |        |                             |        |        |        |  |
|  | 1           | Gigi Fernández Jana Novotná             | Gigi Fernández Jana Novotná      | 6           | 6           |  |  |            |                                       |                                       |                                 |            |   |   |        |                             |        |        |        |  |
|  |             | Nicole Bradtke Liz Smylie               | Nicole Bradtke Liz Smylie        | 3           | 4           |  |  | 1          | Gigi Fernández Jana Novotná           | 6                                     | 3                               | 6          |   |   |        |                             |        |        |        |  |
|  | 4           | Mary Joe Fernández Zina Garrison        | Mary Joe Fernández Zina Garrison | 6           | 6           |  |  | 4          | Mary Joe Fernández Zina Garrison      | 3                                     | 6                               | 1          |   |   |        |                             |        |        |        |  |
|  |             | Gretchen Magers Robin White             | Gretchen Magers Robin White      | 3           | 2           |  |  |            |                                       |                                       |                                 |            |   |   | 1      | Gigi Fernández Jana Novotná | 6      | 5      | 4      |  |
|  | 3           | Arantxa Sánchez Vicario Helena Suková   | 6                                | 5           | 2           |  |  |            |                                       |                                       | Martina Navrátilová Pam Shriver | 4          | 7 | 6 |        |                             |        |        |        |  |
|  |             | Jill Hetherington Kathy Rinaldi-Stunkel | 3                                | 7           | 0           |  |  | 3          | Arantxa Sánchez Vicario Helena Suková | Arantxa Sánchez Vicario Helena Suková | 4                               | 2          |   |   |        |                             |        |        |        |  |
|  |             | Martina Navrátilová Pam Shriver         | Martina Navrátilová Pam Shriver  | 6           | 7           |  |  |            | Martina Navrátilová Pam Shriver       | Martina Navrátilová Pam Shriver       | 6                               | 6          |   |   |        |                             |        |        |        |  |
|  | 2           | Larisa Neiland Nataša Zvereva           | Larisa Neiland Nataša Zvereva    | 1           | 5           |  |  |            |                                       |                                       |                                 |            |   |   |        |                             |        |        |        |  |